# Bedřichov (Moravia meridionale)
Bedřichov (in tedesco Friedrichsfeld) è un comune della Repubblica Ceca facente parte del distretto di Blansko, in Moravia Meridionale.